# Vol Cubana de Aviación 1216
Le 21 décembre 1999, le McDonnell Douglas DC-10 assurant le vol Cubana de Aviación 1216, un vol charter international reliant La Havane, à Cuba, à Guatemala, au Guatemala, s'est écrasé dans un quartier résidentiel lors de l'atterrissage, par un temps orageux et des vents violents, après être sorti de la piste d'atterrissage à l'aéroport international La Aurora.
Sur les 314 personnes à bord, 8 passagers et 8 membres d'équipage à bord ont été tués, ainsi que 2 personnes au sol. On compte également 57 blessés, dont 37 passagers et membres d'équipage et 20 autres personnes au sol

## Avion et équipage

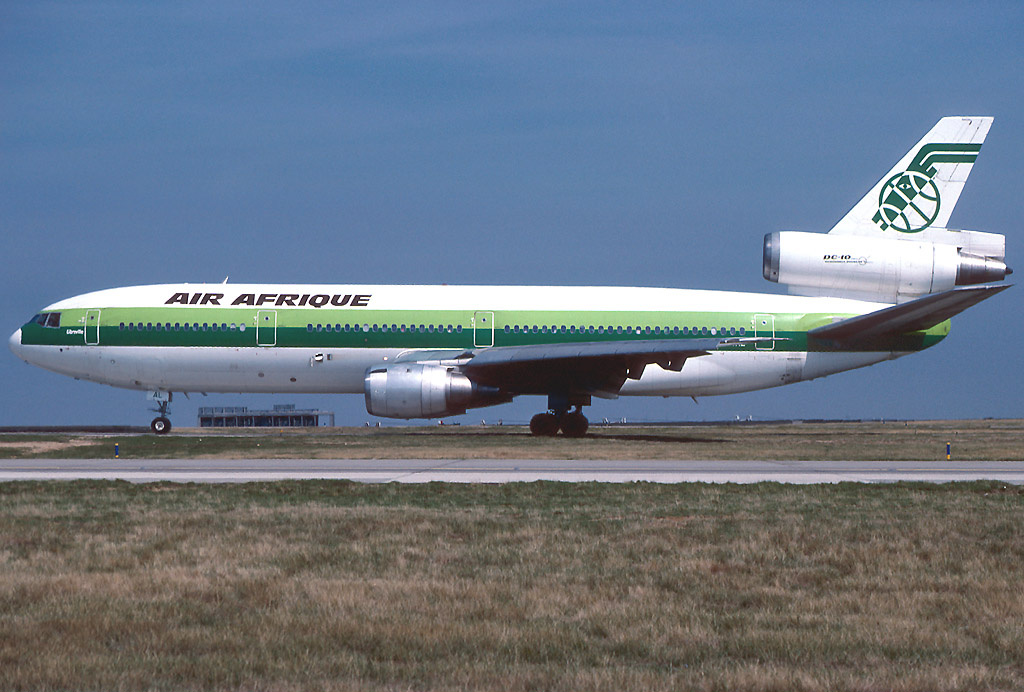
L'appareil impliqué dans l'accident, ici en juin 1993, alors toujours en service pour Air Afrique.

L'appareil impliqué était un McDonnell Douglas DC-10-30, immatriculé F-GTDI, loué à Cubana de Aviación par AOM French Airlines. Il avait un peu moins de 27 ans et totalisait 85 760 heures de vol au moment de l'accident. Il appartenait auparavant à Air Afrique (immatriculé TU-TAL), et a été notamment impliqué dans le détournement du vol Air Afrique 056, survenu en juillet 1987.
Le commandant était Jorge Toledo, 54 ans, qui était commandant de bord sur DC-10 depuis 1993 et volait pour Cubana de Aviación depuis 1972. Il totalisait 16 117 heures de vol, dont 4 872 heures sur DC-10.
Le copilote était Cecelio Hernandez, 41 ans, qui était copilote sur DC-10 depuis 1993 et volait pour Cubana de Aviación depuis 1978. Auparavant, il avait été commandant de bord sur Yakovlev Yak-42 au sein de la compagnie. Il totalisait 8 115 heures de vol, dont 4 156 sur DC-10.
Le mécanicien navigant de 59 ans, Moises Borges, était le membre le plus expérimenté de l'équipage; il occupait cette fonction sur DC-10 depuis 1992 et volait pour Cubana de Aviación depuis 1966. Il totalisait 22 819 heures de vol, dont 4 939 sur DC-10.

## Accident
Le vol 1216 était un vol charter, affrété spécialement pour ramener chez eux des étudiants guatémaltèques des universités cubaines. L'appareil a décollé de l'aéroport international José-Martí, à Cuba, avec 296 passagers et 18 membres d'équipage à bord.
Après un vol d'une durée de deux heures, l'avion a été autorisé à atterrir sur la piste 19 de l'aéroport international La Aurora, en suivant une approche à vue avec l'utilisation de l'indicateur de pente d'approche (PAPI). Les conditions météorologiques signalées comprenaient un vent du 360 à 8 nœuds (14 km/h), une visibilité de 11 km et une base nuageuse à 2200 pieds (670 m).
À l'atterrissage, les pilotes n'ont pas réussi à arrêter l'appareil à temps et il a dépassé l'extrémité de la piste et dévalé un remblais, s'écrasant sur des maisons en contrebas, dans le quartier de La Libertad. 
L'accident a tué 18 personnes au total : 8 passagers et 8 membres d'équipage (dont le commandant de bord, Jorge Toledo) à bord de l'avion, ainsi que deux personnes au sol. On dénombre 288 passagers et 10 membres d'équipage qui ont survécu ; cependant, 37 passagers et membres d'équipage et 20 autres personnes au sol ont été blessés dans l'accident. Parmi les victimes se trouvait notamment l'hôtesse de l'air Johanna Toledo, la fille du commandant de bord. L'avion a subi des dégâts structuraux irréparables et a été ensuite retiré du service.

## Enquête
L'enquête sur l'accident du vol 1216, menée par la section d'enquête sur les accidents de la Direction générale de l'aviation civile du Guatemala, a révélé que l'avion s'est posé trop loin, le long de la piste détrempée, avec une décélération insuffisante, et que l'équipage n'a pas amorcé une remise de gaz. 
Les éléments suivants ont également contribué à l'accident :
- une vitesse de l'avion plus élevée que la vitesse d'approche standard, en raison des conditions particulières d'altitude et de température.
- la trajectoire de descente abrupte, qui nécessitait une vitesse d'approche verticale supérieure à la normale.
- une phase d'arrondi trop longue, provoquée par un mode du pilote automatique resté actif lors de l'atterrissage (procédure approuvée par le manuel de l'avion), sans action corrective de la part de l'équipage.
- une probable composante de vent arrière, sur laquelle la tour de contrôle n'a fourni aucune information et qui n'a pas été surveillée par les pilotes.

Les spoilers ont été retrouvés en position basse et verrouillée, tandis que l'enregistreur de paramètres (FDR) les a montrés en position déployée ; la raison de cet écart n'a pas pu être déterminée lors de l'enquête.